# Günter Gamböck
Günter Gamböck (* 4. April 1931; † 30. April 2023) war ein deutscher Tischtennisspieler mit aktiver Zeit in den 1950er Jahren. Bei der Deutschen Meisterschaft 1952 gewann er eine Bronzemedaille im Doppel.

## Werdegang
Gamböck begann seine Karriere beim Verein TTC Augsburg und wechselte 1954 zu Schwaben Augsburg. Mit den Herrenmannschaften beider Vereine spielte er in der Oberliga, der damals höchsten deutschen Spielklasse. Seinen größten Erfolg erzielte er bei der Deutschen Meisterschaft 1952, als er mit Alfred Großmann das Halbfinale im Doppel erreichte.
Ende der 1950er Jahre zog er sich vom Leistungssport zurück. 1960 schloss er sich aus beruflichen Gründen dem TSV Milbertshofen an, mit dessen 2. Mannschaft er in der Bezirksliga antrat. Danach beendete er seine Tischtennis-Karriere. Später spielte er Tennis und Golf.